# 日梅林卡區
日梅林卡區（烏克蘭語：Жмеринський район），是烏克蘭西南部文尼察州的一個區，行政中心設於日梅林卡，面积为3,150.6平方公里，人口数量为161,544人（2021年估计）。

## 历史
2020年7月18日作为乌克兰行政区划改革的一部分，文尼察州的区份数量减至6个，日梅林卡区的面积显著增加。改革前日梅林卡区的面积为1,130平方公里，2020年人口数量为32,552人。

## 行政區劃
日梅林卡區下劃分為8個市鎮：
- 日梅林卡市鎮（烏克蘭語：Жмеринська міська громада） (市級，行政中心：日梅林卡)
- 巴爾市鎮（烏克蘭語：Барська міська громада） (市級，行政中心：巴爾)
- 沙爾霍羅德市鎮（烏克蘭語：Шаргородська міська громада） (市級，行政中心：沙爾霍羅德)
- 科派霍羅德市鎮（烏克蘭語：Копайгородська селищна громада） (鎮級，行政中心：科派霍羅德)
- 朱林市鎮（烏克蘭語：Джуринська сільська громада） (村級，行政中心：朱林)
- 穆拉法市鎮（烏克蘭語：Мурафська сільська громада） (村級，行政中心：穆拉法)
- 塞韋里尼夫卡市鎮（烏克蘭語：Северинівська сільська громада） (村級，行政中心：塞韋里尼夫卡)
- 斯坦尼斯拉夫奇克市鎮（烏克蘭語：Станіславчицька сільська громада） (村級，行政中心：斯坦尼斯拉夫奇克)